# Gigantopithecus bilaspurensis
Gigantopithecus bilaspurensis és un homínid fòssil identificat per les seves dents trobades a l'Índia. Visqué entre fa 6 o 9 milions d'anys durant el Miocè. Està relacionat amb G. blacki.